# Upór
Upór – syndrom behawioralny ludzi jak i zwierząt, charakteryzujący się powtarzaniem tych samych zachowań, decyzji, próśb lub wyrażaniem tych samych poglądów niezależnie od zmieniających się warunków otoczenia, czy otrzymania nowych informacji lub wiedzy (np. nowych metod działania).
Upór może wynikać z przesłanek racjonalnych, np. z posiadanego systemu wartości lub emocjonalnych, np. charakterologicznych czy też chwilowej złości.
W zależności od sytuacji może spełniać role pozytywną albo negatywną.